# Пужад, Пьер
Пьер Пужа́д (фр. Pierre Poujade; 1 декабря 1920, Сен-Сере — 27 августа 2003, Ла-Бастид-л’Эвек) — французский крайне правый политик, «национал-синдикалист», основатель пужадизма. В 1940—1942 поддерживал коллаборационистское правительство Виши, к «Свободной Франции» присоединился только после полной оккупации Франции немцами. В 1950-х годах Пужад возглавлял крайне правое движение во Франции. Он был одним из наиболее ярых критиков неэффективного парламентаризма Четвёртой республики. В 1953 году Пьер Пужад основал «Союз по защите владельцев магазинов и ремесленников» для отстаивания интересов мелких предпринимателей. Парламентская версия этой организации «Союз французского братства», организованная в 1956 году, участвовала в парламентских выборах и получили 11,6 % голосов и 52 места в последнем парламенте Четвёртой республики.

## Пужадизм
Деятельность Пужада дала рождение термину «пужадизм». Вначале это было движение защиты мелких торговцев и ремесленников. Однако, позже термин приобрёл более общее значение и определяется как восстание против толстосумов, фискалов и аристократии, отторгающее интеллектуалов, во имя «здравого смысла» и защиты «маленького человека». Пужадизм, сторонником которого был и Жан-Мари Ле Пен, является одним из предшественников правого националистического Национального фронта.